# Поліхна
Поліхна (пол. Polichna) — село в Польщі, у гміні Шастарка Красницького повіту Люблінського воєводства.
Населення — 1523 особи (2011).
У 1975-1998 роках село належало до Тарнобжезького воєводства.

## Демографія
Демографічна структура станом на 31 березня 2011 року:
|          | Загалом | Допрацездатний вік | Працездатний вік | Постпрацездатний вік |
| -------- | ------- | ------------------ | ---------------- | -------------------- |
| Чоловіки | 737     | 144                | 501              | 92                   |
| Жінки    | 786     | 153                | 437              | 196                  |
| Разом    | 1523    | 297                | 938              | 288                  |